# Nemoscolus lateplagiatis
Nemoscolus lateplagiatis är en spindelart som beskrevs av Simon 1907. Nemoscolus lateplagiatis ingår i släktet Nemoscolus och familjen hjulspindlar.
Artens utbredningsområde är Guinea-Bissau. Inga underarter finns listade i Catalogue of Life.